# Filialkirche Prinzersdorf

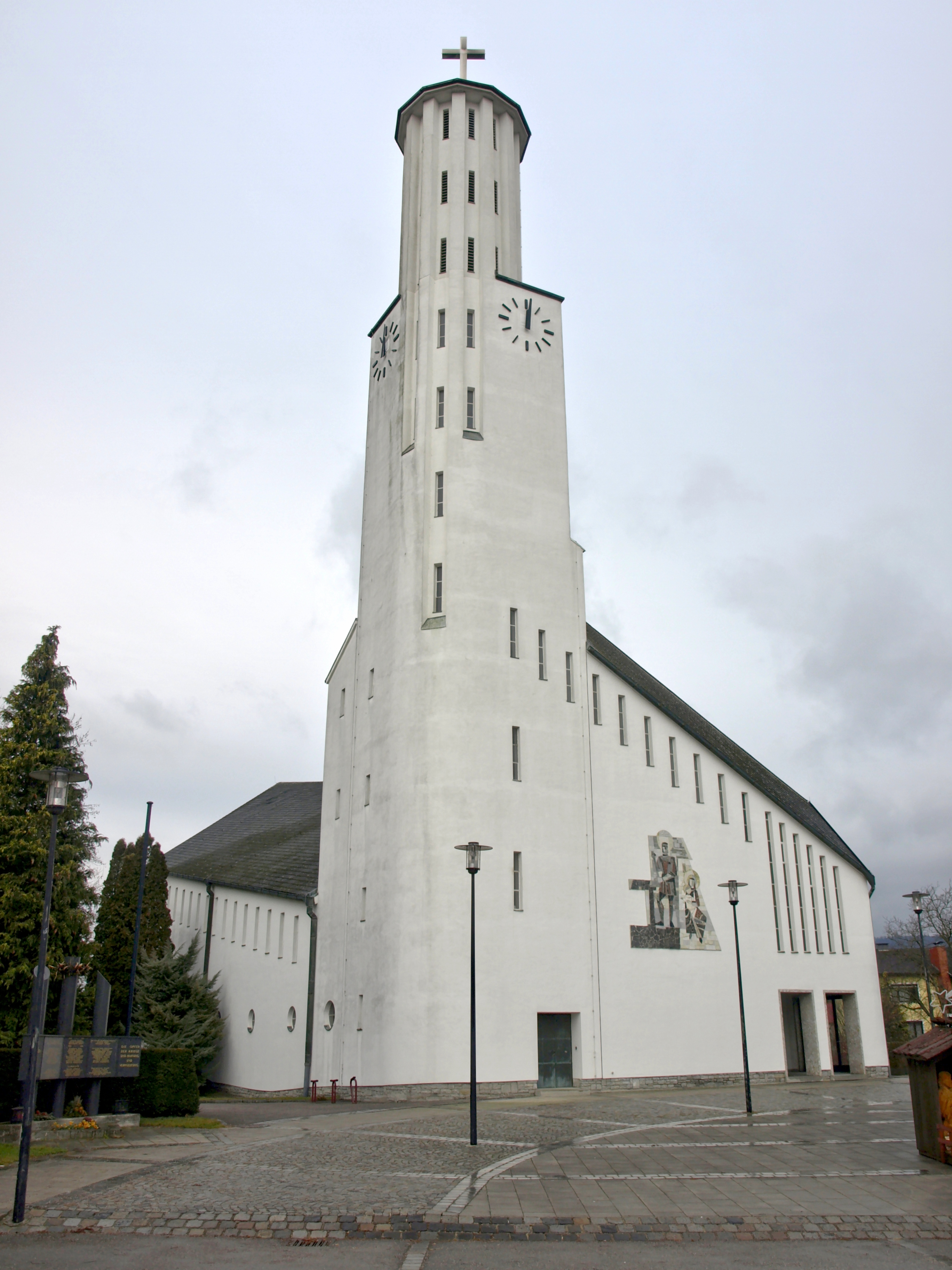
Kath. Filialkirche Heilige Familie in Prinzersdorf

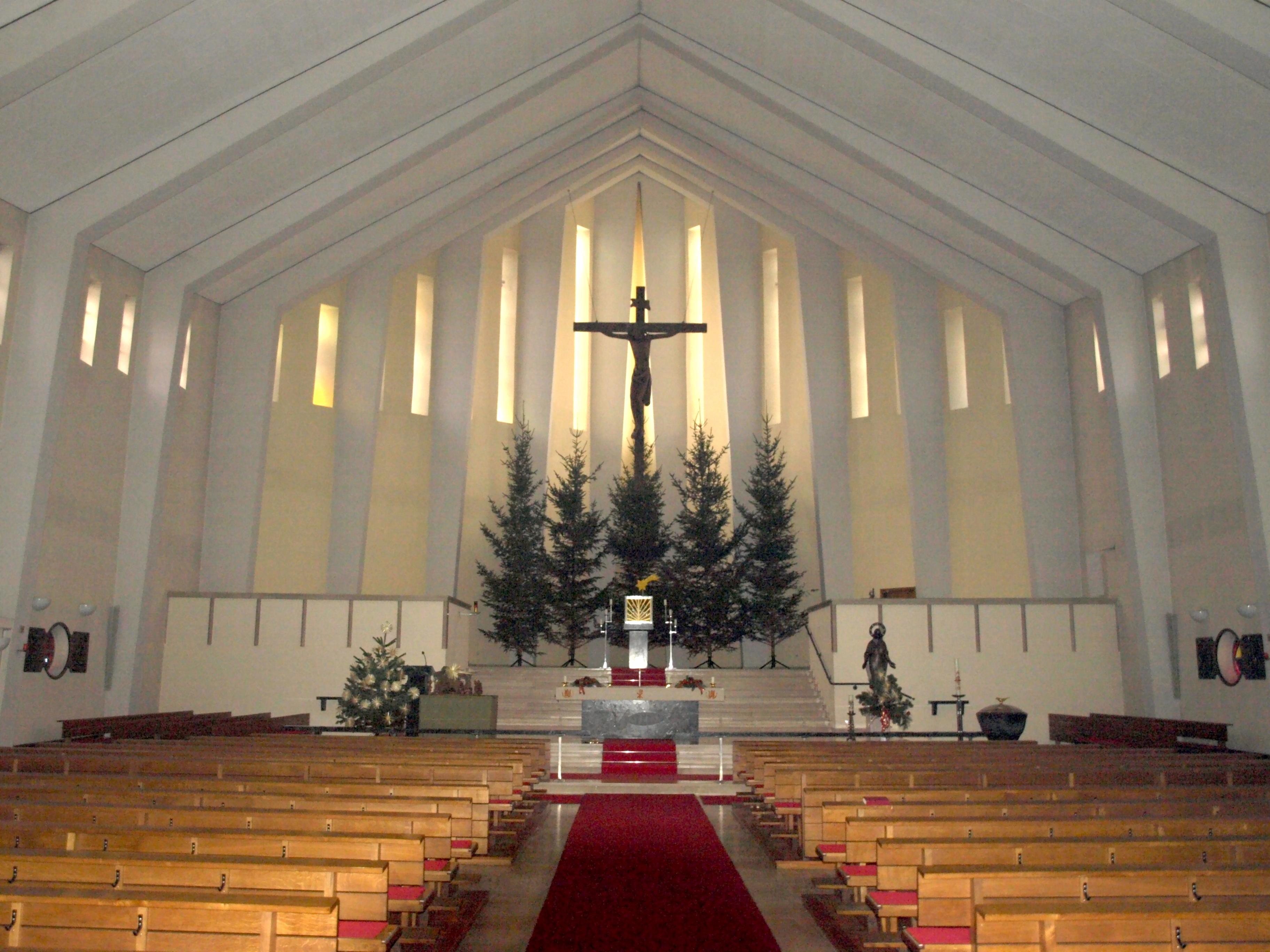
Im Langhaus zum Chor

Die römisch-katholische Filialkirche Prinzersdorf steht auf einem weiträumigen Platz nördlich der Durchzugsstraße in der Marktgemeinde Prinzersdorf im Bezirk St. Pölten-Land in Niederösterreich. Die auf die Heilige Familie geweihte Kirche gehört zum Dekanat Melk in der Diözese St. Pölten. Die Filialkirche steht unter Denkmalschutz.

## Geschichte
Die Filialkirche wurde von 1961 bis 1966 nach den Plänen des Architekten Julius Bergmann erbaut. Die Filialkirche der Pfarrkirche Gerersdorf ist seit 1966 Teil der Pfarre Gerersdorf-Prinzersdorf.

## Architektur
Die Kirche in Skelettbauweise zeigt sich als Schiff Petri und als expressionistischer Bau mit einem beherrschenden Fassadenturm und Bewegung suggerierenden an- und absteigend konstruierten Dächern. Die Ostfassade zeigt ein monumentales Mosaik Heilige Familie vom Maler Hermann Bauch (1968).

## Ausstattung
Das monumentale Hängekruzifix im Chor schuf der Bildhauer Josef Rifesser (1968). Die Figurengruppe Heilige Familie und die Kreuzwegreliefs (1978) und die Statue Maria Immaculata (1981) schuf der Bildhauer Peter Dimmel.
Die Orgel baute Philipp Eppel (1970).